# Еско Рекардт
Еско Рекардт (фін. Esko Rechardt, 9 травня 1958) — фінський яхтсмен.
Олімпійський чемпіон 1980 року в класі Фінн, учасник 1984 року.